# Bona Benvenisti Viterbi
Bona Benvenisti Viterbi (Padova, 14 settembre 1859 – 17 settembre 1931) è stata una scrittrice italiana.

## Biografia
Bona Benvenisti è nata il 14 settembre 1859 in una benestante famiglia di origini ebraiche. Sua madre è Emilia Finzi e suo padre, Moisè Benvenisti, è uno stimato medico e membro dell'Accademia Galileiana e dell'Istituto Veneto di Scienze, Lettere e Arti. Egli possiede una collezione di circa duemila testi che successivamente dona alla Biblioteca Universitaria di Padova.
A ventitré anni sposa Giuseppe Viterbi, un rinomato avvocato dell'epoca. Nonostante sia figlio di un rabbino, decide di trascurare la vita religiosa per dedicarsi a quella politica, perseguendo i suoi ideali radicali.
Grazie ai numerosi libri presenti in casa e alla passione per la lettura e per la cultura in genere, Bona studia da autodidatta molte materie tra cui letteratura e musica. Si specializza soprattutto nell'ambito letterario, nonostante non sia iscritta a nessuna università, tanto che fonda a Padova un rinomato circolo letterario. Viene riconosciuta come una delle donne più in vista della città; è una forte sostenitrice dell'indipendenza femminile le cui idee si stanno sviluppando in tutto il paese. Le donne cominciano infatti a partecipare e compiere numerosi lavori precedentemente riservati ai soli uomini.
Per molti anni inoltre, Bona partecipa attivamente all'associazione culturale fondata da Achille de Giovanni, Università popolare di Padova, istituita nel 1903 con l'obiettivo di espandere le conoscenze riguardanti il progresso scientifico-letterario.
Con lo scoppio della prima guerra mondiale, Bona diventa presidente del Comitato Femminile di Preparazione Civile di Padova, presidente dell'associazione femminile Ufficio notizie della città e crocerossina patentata; è inoltre la prima donna di Padova a guidare un'automobile. Svolge le mansioni con passione e sempre in prima persona consegna personalmente gli indumenti di lana ai soldati al fronte, tanto da ricevere, alla fine della Guerra, la medaglia d'argento a tre stellette dal Ministero.
Alla fine del 1917 abbandona le cariche affidatele per dedicarsi alle cure del marito malato senza però rinunciare agli studi musicali e letterari; scrive infatti il suo terzo libro, dedicato alla vita e alle opere del musicista Hugo Wolf, che verrà pubblicato il 17 settembre 1931, giorno stesso della sua improvvisa morte.
Alcuni anni dopo iniziano i rastrellamenti degli ebrei nelle città italiane che obbligano il figlio Emilio, professore di chimica a Padova, a fuggire assieme alla moglie Margherita e alle figlie Graziella e Mirjam. Con l'aiuto del vescovo di Assisi si salvano dall'Olocausto.

## Opere
- Bona Benvenisti Viterbi, I Colli Euganei nella storia e nella leggenda, Istituto italiano d'arti grafiche, 1911.
- Bona Benvenisti Viterbi, Elizabeth Barrett Browning, Istituto italiano d'arti grafiche, 1913.
- Bona Benvenisti Viterbi, Hugo Wolf, A.F. Formiggini, 1931.